# Kristuslegender
Kristuslegender är en novellsamling av den svenska författaren Selma Lagerlöf, publicerad 1904. Den innehåller elva berättelser om ödmjukhet, kärlek och medkänsla där Lagerlöf på ett poetiskt sätt tolkar en följd Kristuslegender. Trots deras bibliska utgångspunkt är de snarare berättelser med allmänna mänskliga budskap än bestämda kristna. Hösten 2012 gavs boken, illustrerad med skolaffischer från tidigt 1900-tal, ut av Libris förlag.